# Луј Леже
Луј Леже (фр. Louis Léger; Тулуз, 15. јануар 1843 — Париз, 30. април 1923) био је француски писац, лингвиста и пионир славистике који је дао велики допринос изучавању словенске митологије. Био је члан Бугарске академије наука, Српске академије науке и уметности, као и академски институција у Букурешту и Санкт Петербургу.
Леже је студирао на Collège de France код Александа Чозака, а 1885. године преузима катедру Словенске литературе и језици коју је раније водио Адам Мицкјевич. 
Луј је тврдио да они који нису живели за време Другог француског царства никако нису могли да замисле ефекат пољског утицаја на француско друштво. Он је помогао у превођењу различитих пољских дела.
Његово прво издање Историја Аустро-Угарске објављивано од 1879. до 1920. године сматрано је као једном од најбољих књига на ову тему која је написана на неком западном језику. 

Једном приликом је за један часопис везано за тему словенске митологије изјавио:
| „ | Има прилично времена, како је моја пажња први пут била скренута на словенску митологију. Кад сам 1865. отпочео своја истраживања о преобраћању Словена у хришћанство, морао сам се запитати: какви беху религиозни појмови незнабожачких Словена? Па сам им тада у своме делцету о Ћирилу и Методију и посветио двадесетак страна. У то време оне беху доста нове; али се и ослањаху једним делом на документе, који се тада сматраху за аутентичне, а који су од тада већ оглашени за лажне. У 1880. пок. доајен Лихтенбергер учинио ми је част молбом својом, да му за његову Encyclopédie des sciences religieuses дам један резиме из словенске митологије. То беше за мене прилика, да се поново вратим на проучавања, која уосталом нисам губио из вида. Мој превод Несторове Хронике, којој бејах посветио толико година, једнако ме је подсећао на та деликатна питања. | ” |